# 프아이노이군
프아이노이군은 콘깬주의 행정 구역이다. 이 지역의 총 인구 수는 2010년 기준으로 19917명이다. 인구 밀도는 114.1km2이다.

## 행정 구역
| 번호 | 지명       | 태국어 지명 | 빌리지 | 인구  |
| ---- | ---------- | ----------- | ------ | ----- |
| 1.   | Pueai Noi  | เปือยน้อย     | 07     | 4,468 |
| 2.   | Wang Muang | วังม่วง       | 08     | 6,359 |
| 3.   | Kham Pom   | ขามป้อม      | 10     | 5,443 |
| 4.   | Sa Kaeo    | สระแก้ว      | 07     | 3,647 |

1. ↑  “Population statistics 2010”. Department of Provincial Administration. 2011년 2월 27일에 원본 문서에서 보존된 문서. 2011년 4월 14일에 확인함.